# Radom Air Show

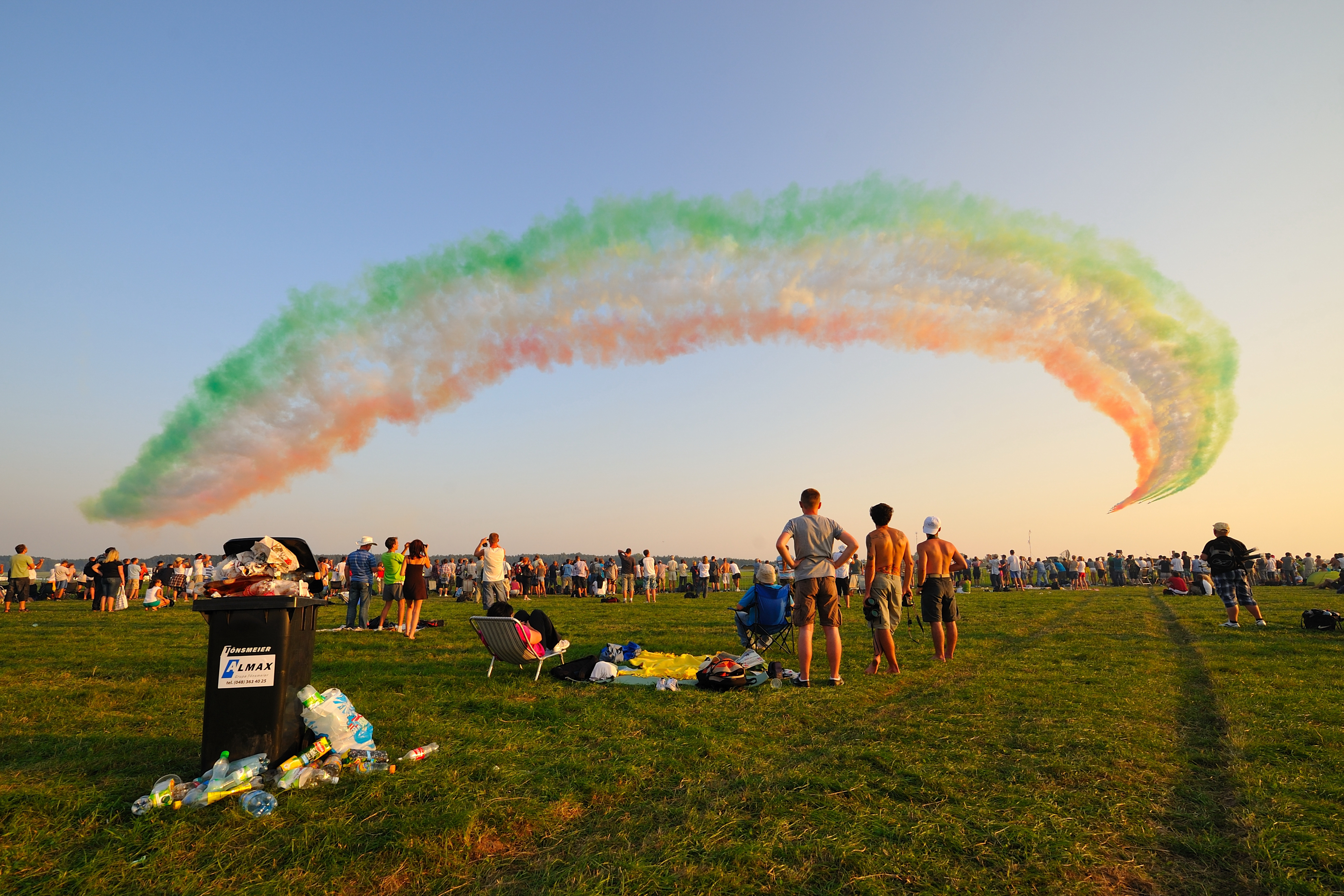
Publiczność oglądająca akrobacje lotnicze podczas Radom Air Show 2011

Radom Air Show – cykliczna impreza organizowana co dwa lata na lotnisku Sadków w Radomiu, łącząca pokazy statków powietrznych z naziemną statyczną wystawą sprzętu wojskowego i prezentacjami przedsiębiorstw z branży lotniczej.
Początkowo Radom Air Show był organizowany w cyklu rocznym, jednak organizatorzy, głównie ze względów finansowych, zdecydowali się na cykl dwuletni. Organizatorami imprezy są: Dowództwo Sił Powietrznych, Miasto Radom, Port Lotniczy Warszawa-Radom, Siły Powietrzne i Aeroklub Polski, honorowym patronem jest Prezydent Rzeczypospolitej Polskiej.

## Historia imprezy
Pierwszy Air Show odbył się w 1991 roku w Poznaniu na Ławicy, później dwukrotnie w 1995 i 1998 na lotnisku w Dęblinie. Od 2000 do 2003 roku pokazy organizowano co roku w Radomiu. Potem zwiększono odstępy czasowe pomiędzy poszczególnymi edycjami do dwóch lat. Celem Air Show jest zaprezentowanie możliwości polskiego i zagranicznego sprzętu wojskowego szerszej publiczności, jednak przede wszystkim są formą aktywnego wypoczynku i pomysłem na spędzenie weekendu poza domem. 
Impreza odbyła się także w roku 2017, mimo wcześniejszych wątpliwości związanych z brakiem porozumienia władz miasta Radomia i MON
. Wstęp był darmowy, na podstawie biletów dystrybuowanych elektronicznie.

## Katastrofy lotnicze

### Wypadek na pokazach 1 września 2007

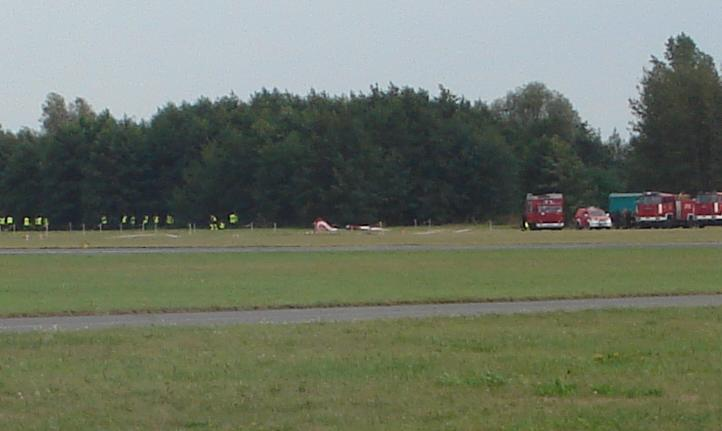
Szczątki jednej z maszyn Zlin-526 po wypadku podczas Radom Air Show 2007

1 września 2007 roku podczas X Edycji Jubileuszowej "Radom Air Show 2007" wskutek zderzenia dwóch samolotów Zlin zginęli piloci grupy akrobacyjnej AZL Żelazny z Zielonej Góry: podpułkownik rezerwy mgr inżynier Lech Marchelewski (60 lat, ur. 5 lutego 1947) oraz młodszy inżynier pilot Piotr Banachowicz (25 lat, ur. 4 marca 1982).
Kolizja nastąpiła w trakcie wykonywania na trzech maszynach pętli z rozejściem u szczytu (tzw. rozeta). Samoloty miały minąć się w najniższym punkcie manewru w bardzo małej odległości od siebie, jednak z nieznanych przyczyn dwa z nich zderzyły się. Samoloty uległy niemal całkowitemu zniszczeniu, a piloci najprawdopodobniej zginęli natychmiast w momencie kolizji. Na ziemię spadły już tylko szczątki obu maszyn.
Prezydent Radomia Andrzej Kosztowniak odwołał wszystkie pokazy i imprezy towarzyszące Air Show, a także ogłosił trzydniową żałobę.
Ceremonia pogrzebowa obu pilotów odbyła się na lotnisku aeroklubu w Zielonej Górze 7 września 2007. Zgodnie z lotniczą tradycją, pamięć ich została uczczona przelotem nad lotniskiem pozostałych członków grupy.

### Wypadek na pokazach 30 sierpnia 2009

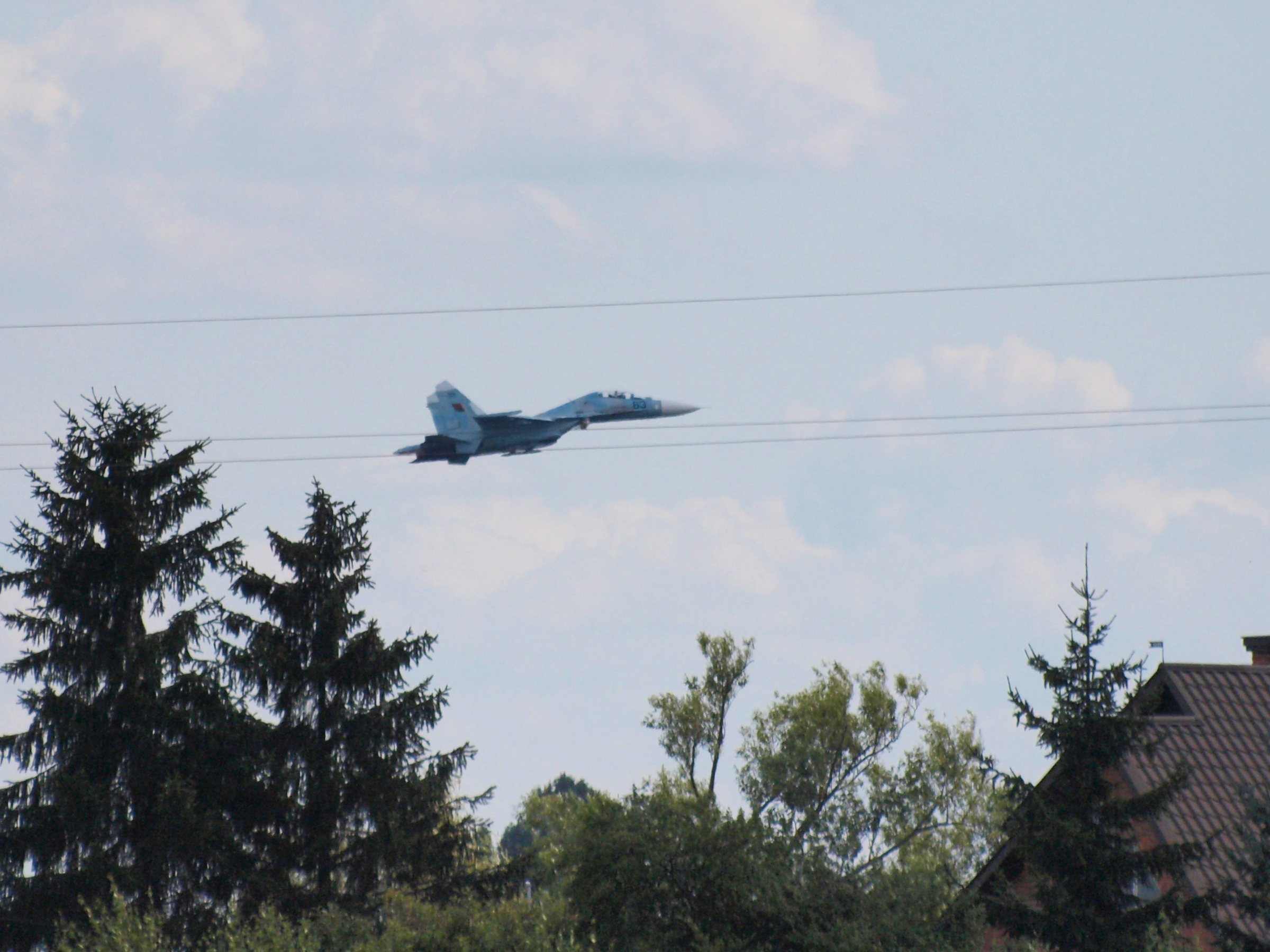
Su-27UBM na chwilę przed uderzeniem w ziemię

30 sierpnia 2009 o godz. 13:17 podczas pokazów rozbił się białoruski samolot Su-27UBM-1 (modernizowany w 558. Lotniczym Zakładzie Remontowym w Baranowiczach). Spadł on w pobliże lasku niedaleko miejsca pokazu (między Małęczynem a Makowem) w odległości 100 metrów od zabudowań. Wkrótce po katastrofie policja i organizatorzy pokazu potwierdzili śmierć dwóch pilotów – pułkownika Alaksandra Marfickiego oraz pułkownika Alaksandra Żuraulewicza.
Podczas wstępnych analiz ustalono, że prawdopodobną przyczyną katastrofy był błąd pilota, jednak około godz. 18:00 rzecznik Ministerstwa Białorusi oznajmił, że przyczyną mogło być wessanie ptaka do wlotu silnika, jest to jednak mało prawdopodobne.
W czasie pokazów na lotnisku w Radomiu było około 100 tys. widzów. Nikomu z nich nic się nie stało. Jak mówią świadkowie zdarzenia, piloci specjalnie wyprowadzili samolot z dala od zabudowań, aby nie zagrozić nikomu innemu podczas rozbicia się, którego piloci byli świadomi. Twierdzili też, że tuż przed wypadkiem nie słyszeli silników. Piloci otrzymali polecenie katapultowania się z maszyny, jednak zainicjowali sekwencję katapultowania zbyt późno. Prawdopodobnie próbowali posadzić maszynę w miejscu, gdzie nie ma cywilów.
Raport polsko-białoruskiej komisji, która badała wypadek (i ustaliła jego przyczynę), został utajniony przez stronę białoruską.
3 września firma "Suchoj", rosyjski producent Su-27 oceniła, że przyczyną katastrofy mogły być nieudolne modyfikacje elektroniki pokładowej samolotu, dokonane przez Białorusinów. Białorusini dementowali jednak te informacje, wskazując, że remont dotyczył systemów uzbrojenia i nawigacji satelitarnej, a nie sterowania.

## Zespoły akrobacyjne na Air Show
| Zespół                           | Skład                              | Zdjęcie | Lata                                                                       | Uwagi                                                                      |
| -------------------------------- | ---------------------------------- | ------- | -------------------------------------------------------------------------- | -------------------------------------------------------------------------- |
| Baby Blue Dania                  | 5 x Saab T-17 Supporter            |         | 2015                                                                       |                                                                            |
| Baltic Bees · Łotwa              | 6 x L-39 Albatros                  |         | 2013 2015 2017 2018                                                        |                                                                            |
| Biało-Czerwone Iskry · Polska    | TS-11 Iskra (liczebność zmienna)   |         | wystąpił we wszystkich edycjach do 2018, później zespół został rozwiązany. | wystąpił we wszystkich edycjach do 2018, później zespół został rozwiązany. |
| Biele Albatrosy Słowacja         | 5 x Aero L-39 Albatros             |         | 2001                                                                       |                                                                            |
| Frecce Tricolori · Włochy        | 10 × Aermacchi MB-339              |         | 2001 2011 2015 2018                                                        |                                                                            |
| Krila Oluje · Chorwacja          | 6 × Pilatus PC-9                   |         | 2011 2013 2018                                                             |                                                                            |
| Midnight Hawks · Finlandia       | 4 × Hawk                           |         | 2009 2013 2018                                                             |                                                                            |
| Orlik · Polska                   | PZL-130 Orlik (liczebność zmienna) |         | wystąpił we wszystkich edycjach                                            | wystąpił we wszystkich edycjach                                            |
| Patrouille de France · Francja   | 8 × Alpha Jet                      |         | 2000 2003 2005 2011                                                        |                                                                            |
| Patrouille Suisse · Szwajcaria   | 6 × F-5 Freedom Fighter            |         | 2011 2013 2015 2018 2023                                                   |                                                                            |
| Patrulla Águila · Hiszpania      | 7 × CASA C-101                     |         | 2001 2005 2015 2018                                                        |                                                                            |
| Patrulla ASPA · Hiszpania        | 5 x Eurocopter EC120 Colibri       |         | 2015                                                                       |                                                                            |
| Red Arrows · Wielka Brytania     | 9 × Hawk                           |         | 2003 2005 2009                                                             |                                                                            |
| Royal Jordanian Falcons Jordania | 4 x Extra 330                      |         | 2015 2018                                                                  |                                                                            |
| Skorpion · Polska                | 4 × Mi-24                          |         | 2000 2001                                                                  |                                                                            |
| Żelazny · Polska                 | zmienny                            |         | 2001 2003 2005 2007 2009 2017 2018 2023                                    | Katastrofa lotnicza na Radom Air Show 2007                                 |
| Celfast Flying Team Polska       | 3 x Morane-Saulnier Rallye         |         | 2017 2018 2023                                                             |                                                                            |
| The Flying Bulls · Austria       | zmienny                            |         | 2011 2013 2017 2018 2023                                                   |                                                                            |
| Xtreme Aerobatics Polska         | zmienny                            |         | 2017                                                                       |                                                                            |
| Flying Dragons Team Polska       | 7 x Paralotnia                     |         | 2018 2023                                                                  |                                                                            |
| AeroSPARX Wielka Brytania        | 2 x Grob109b                       |         | 2023                                                                       |                                                                            |

## Wybrane samoloty, które zaprezentowano na Air Show
Tabela obejmuje samoloty z pokazów dynamicznych, wystawy statycznej, a także wchodzące w skład zespołów wymienionych w powyższej sekcji. Nie obejmuje natomiast maszyn prezentowanych w tak zwanym bloku aeroklubowym.
| Typ                                      | Kraj goszczący Kraj rejestracji                                                           | Zdjęcie |                                            |
| ---------------------------------------- | ----------------------------------------------------------------------------------------- | ------- | ------------------------------------------ |
| A-10 Thunderbolt II                      | - Stany Zjednoczone                                                                       |         |                                            |
| AH-64 Apache                             | - Holandia - Stany Zjednoczone                                                            |         |                                            |
| Alpha Jet                                | - Austria - Francja - Portugalia                                                          |         |                                            |
| AMX                                      | - Włochy                                                                                  |         |                                            |
| An-26                                    | - Czechy - Polska - Ukraina - Węgry                                                       |         |                                            |
| AS-550 C2 Fennec AS-555 AN Fennec        | - Dania                                                                                   |         |                                            |
| AW149 AW189                              | - Włochy/ Polska                                                                          |         |                                            |
| B-1B Lancer                              | - Stany Zjednoczone                                                                       |         |                                            |
| B-25J Mitchell                           | - Austria                                                                                 |         | Własność firmy Red Bull                    |
| B-52H Stratofortress                     | - Stany Zjednoczone                                                                       |         |                                            |
| Beechcraft 1900D                         | - Szwajcaria                                                                              |         |                                            |
| Bell TAH-1F Cobra                        | - Austria                                                                                 |         | Własność firmy Red Bull                    |
| Boeing 737-8MAX                          | - Polska                                                                                  |         | Polskie Linie Lotnicze LOT                 |
| Bölkow Bo 105                            | - Austria - Niemcy - Polska                                                               |         |                                            |
| C-17 Globemaster III                     | - Stany Zjednoczone                                                                       |         |                                            |
| C-130 Hercules                           | - Belgia - Francja - Hiszpania - Izrael - Pakistan - Polska - Szwecja - Stany Zjednoczone |         |                                            |
| CL-600 -2B16 Challenger 601              | - Czechy                                                                                  |         |                                            |
| C-27J Spartan                            | - Litwa - Rumunia - Włochy                                                                |         |                                            |
| Canberra Mk.T4                           | - Wielka Brytania                                                                         |         |                                            |
| CASA C-101                               | - Hiszpania                                                                               |         |                                            |
| CASA C-295                               | - Czechy - Finlandia - Hiszpania - Polska                                                 |         |                                            |
| CASA CN-235                              | - Francja - Hiszpania                                                                     |         |                                            |
| CM.170 Magister                          | - Francja                                                                                 |         |                                            |
| Eurofighter EF-2000 Typhoon/Tifone       | - Wielka Brytania - Niemcy - Włochy                                                       |         |                                            |
| EC725 R2 Caracal                         | - Francja                                                                                 |         |                                            |
| E-3 Sentry AWACS                         | - NATO                                                                                    |         |                                            |
| Embraer ERJ 145LR                        | - Belgia                                                                                  |         |                                            |
| Embraer 170-200SD Embraer 170-100LR      | - Polska                                                                                  |         | Polskie Linie Lotnicze LOT                 |
| Falcon 20 ECM                            | - Norwegia                                                                                |         |                                            |
| F4U Corsair                              | - Austria                                                                                 |         | Własność firmy Red Bull                    |
| F-5E Tiger II                            | - Szwajcaria                                                                              |         |                                            |
| F-15 Eagle                               | - Izrael - Stany Zjednoczone                                                              |         |                                            |
| F-16 Fighting Falcon                     | - Belgia - Dania - Grecja - Holandia - Norwegia - Polska - Stany Zjednoczone - Turcja     |         |                                            |
| F/A-18C Hornet                           | - Finlandia - Hiszpania - Stany Zjednoczone                                               |         |                                            |
| G.222                                    | - Włochy                                                                                  |         |                                            |
| G-4 Super Galeb                          | - Serbia i Czarnogóra                                                                     |         |                                            |
| Gulfstream G550                          | - Polska                                                                                  |         |                                            |
| Gazelle                                  | - Francja                                                                                 |         |                                            |
| Jaguar GR Mk.1A                          | Wielka Brytania                                                                           |         |                                            |
| Jak-40                                   | - Polska                                                                                  |         |                                            |
| JAS 39C/D Gripen                         | - Czechy - Szwecja - Węgry                                                                |         |                                            |
| JF-17 Thunder                            | - Pakistan                                                                                |         |                                            |
| Hawk                                     | - Finlandia - Wielka Brytania                                                             |         |                                            |
| Hawker Siddeley Harrier                  | - Wielka Brytania                                                                         |         |                                            |
| Ił-76MD                                  | - Białoruś - Ukraina                                                                      |         |                                            |
| L-39 Albatros                            | - Łotwa - Słowacja - Węgry                                                                |         |                                            |
| L-159 Alca                               | - Czechy                                                                                  |         |                                            |
| Learjet 35AS Learjet C-21A               | - Stany Zjednoczone                                                                       |         |                                            |
| Let L-410 Turbolet                       | - Czechy - Litwa - Polska - Słowacja                                                      |         |                                            |
| SB-LiM-2                                 | - Polska                                                                                  |         |                                            |
| M28 Bryza/Skutruck                       | - Polska                                                                                  |         |                                            |
| M-346 Master/Bielik                      | - Polska - Włochy                                                                         |         |                                            |
| M-346FA                                  | - Włochy                                                                                  |         |                                            |
| MB-339                                   | - Włochy                                                                                  |         |                                            |
| Mi-2                                     | - Polska                                                                                  |         |                                            |
| Mi-8 Mi-17                               | - Chorwacja - Czechy - Polska - Słowacja                                                  |         |                                            |
| Mi-14                                    | - Polska                                                                                  |         |                                            |
| Mi-24                                    | - Czechy - Polska                                                                         |         |                                            |
| Mi-35M                                   | - Czechy                                                                                  |         |                                            |
| Mi-171                                   | - Czechy                                                                                  |         |                                            |
| MiG-AT                                   | - Rosja                                                                                   |         |                                            |
| MiG-21                                   | - Polska - Rumunia                                                                        |         |                                            |
| MiG-29                                   | - Niemcy - Polska - Rosja - Słowacja                                                      |         |                                            |
| Mirage 2000                              | - Francja - Grecja                                                                        |         |                                            |
| Mirage F1                                | - Francja - Hiszpania                                                                     |         |                                            |
| PAC Super Mushshak                       | - Pakistan                                                                                |         |                                            |
| P-3 Orion                                | - Niemcy                                                                                  |         |                                            |
| P-38 Lightning                           | - Austria                                                                                 |         | Własność firmy Red Bull                    |
| P-180 Avanti                             | - Włochy                                                                                  |         |                                            |
| Pilatus PC-7                             | - Austria - Holandia                                                                      |         |                                            |
| Pilatus PC-9                             | - Chorwacja                                                                               |         |                                            |
| Puma                                     | - Francja                                                                                 |         |                                            |
| PZL-104M Wilga                           | - Polska                                                                                  |         |                                            |
| PZL-130 Orlik                            | - Polska                                                                                  |         |                                            |
| Rafale                                   | - Francja                                                                                 |         |                                            |
| Saab 105/Sk60                            | - Szwecja - Austria                                                                       |         |                                            |
| Saab S100B Argus                         | - Szwecja                                                                                 |         |                                            |
| Saab T-17 Supporter                      | - Dania                                                                                   |         |                                            |
| SH-2G Seasprite                          | - Polska                                                                                  |         |                                            |
| Su-22                                    | - Polska                                                                                  |         |                                            |
| Su-24                                    | - Białoruś                                                                                |         |                                            |
| Su-25                                    | - Ukraina                                                                                 |         |                                            |
| Su-27                                    | - Białoruś - Ukraina                                                                      |         | Katastrofa lotnicza na Radom Air Show 2009 |
| SW-4 Puszczyk                            | - Polska                                                                                  |         |                                            |
| S-70 Black Hawk                          | - Austria - Stany Zjednoczone/ Polska                                                     |         |                                            |
| T-28B Trojan                             | - Austria                                                                                 |         | Własność firmy Red Bull                    |
| T129 Atak                                | - Turcja                                                                                  |         |                                            |
| Tornado                                  | - Niemcy - Wielka Brytania - Włochy                                                       |         |                                            |
| Transall C-160                           | - Francja - Niemcy - Turcja                                                               |         |                                            |
| TS-11 Iskra                              | - Polska                                                                                  |         |                                            |
| W-3PL Głuszec W-3 Sokół W-3WARM Anakonda | - Polska - Czechy                                                                         |         |                                            |
| Westland Sea King                        | - Belgia                                                                                  |         |                                            |
| Boeing KC-135 Stratotanker               | - Stany Zjednoczone                                                                       |         |                                            |
| Airbus A400M                             | - Belgia - Niemcy                                                                         |         |                                            |